# Ramphocelus icteronotus
La tangara culigualda (Ramphocelus icteronotus), también denominada sangre de toro toche o tangara de lomo limón (en Perú), es una especie de ave paseriforme de la familia Thraupidae, perteneciente al  género Ramphocelus. Es nativa del sureste de América Central y del noroeste de América del Sur. Anteriormente se la consideraba una subespecie de la tangara flamígera (Ramphocelus flammigerus).

## Distribución y hábitat
Se distribuye desde las tierras bajas del noroeste de Panamá (Comarca Ngäbe-Buglé), hacia el este y sur, por el norte y por la pendiente del Pacífico del oeste de Colombia, oeste de Ecuador, hasta el extremo noroeste de Perú (Tumbes).
Esta especie es considerada común y conspícua en sus hábitats naturales: las clareras arbustivas, borde de bosques y jardines, principalmente por debajo de los 1500 m de altitud.

## Sistemática

### Descripción original
La especie R. icteronotus fue descrita por primera vez por el naturalista francés Charles Lucien Bonaparte en 1838 bajo el mismo nombre científico Rhamphocelus icteronotus (ortografía errada); su localidad tipo es: «Ecuador».

### Etimología
El nombre genérico masculino «Ramphocelus» se compone de las palabras del griego «rhamphos»: pico, y «koilos»: cóncavo; significando «de pico cóncavo»;   y el nombre de la especie «icteronotus», se compone de las palabras griegas «ikteros»: ictericia amarilla, y «nōtos»: de espaldas, de dorso.

### Taxonomía
La especie presente especie ya fue tratada –o todavía lo es por algunos autores o clasificaciones– como conespecífica con Ramphocelus flammigerus debido a la ocurrencia de intergradación entre ambas en el suroeste de Colombia. Sin embargo, clasificaciones como el Congreso Ornitológico Internacional (IOC), Birdlife International (BLI) y Aves del Mundo (HBW) la consideran una especie plena.